# Rogovskoïe
Rogovskoïe (Поселе́ние Ро́говское) est un district municipal du territoire administratif de Moscou qui dépend du district administratif de Troïtsk au sud de la capitale.; il s'agit de l'unité administrative de la capitale la plus éloignée du centre-ville, étant limitrophe de l'oblast de Kalouga. Le centre administratif de Rogovskoïe est le gros village de Rogovo. Selon le projet d'expansion du territoire de Moscou, il a été transféré à partir du 1er juillet 2012 du district de Podolsk de l'oblast de Moscou, aujourd'hui supprimé.

## Géographie
Le territoire du district de Rogovo s'étend sur 178,23 km².
Le district municipal se trouve dans la partie méridionale du district administratif de Troïtsk et confine: 
- au raïon de Joukov de l'oblast de Kalouga (à l'ouest);
- au district municipal de Naro-Fominsk (au nord-ouest);
- au district municipal de Voronovo du district administratif de Troïtsk (au nord-est);
- au territoire administratif de la ville de Tchekhov de l'oblast de Moscou (au sud et à l'est).

Le climat de la colonie est continental tempéré, en raison de l'air humide venant de l'ouest Atlantique. Les étés sont chauds, les hivers sont modérément froids avec une couverture neigeuse stable.
Quelques rivières traversent le territoire, dont la Dessenka et la Tchernitchka.

## Population
- 2010: 2 613 habitants
- 2014: 2 815 habitants
- 2018: 3 408 habitants
- 2021: 6 207 habitants

Elle est répartie en dix petits villages, dont Rogovo d'environ 2 000 habitants.

## Histoire
Le conseil rural de Rogovo s'appelait avant 1960 Kroutchinski et a été formé après la Révolution d'Octobre dans le territoire de la volost Stremilovskaïa de l'ouïezd de Serpoukhov dans le gouvernement de Moscou. Les soviets ruraux de Bogorodskoïe et Rojdestvenski sortent de son territoire en 1925, mais Rojdestvenski y retourne un an plus tard. Selon le recensement de 1926, le conseil rural comprend les hameaux de Kroutcha (169 habitants), Gornevo (178), Klimovka (48), les villages de Gornevo (105), Rojdestvenski (220), les petites localités de Rojdestveno (13) et les fermes Andreïevskie (3).
Le conseil rural Kroutchinski entre en 1929 dans le raïon Lopasnenski (appelé raïon de Tchekhov à partir de 1954) dans l'oblast de Moscou, et Bogorodski y entre.
Par une décision du comité exécutif de l'oblast de Moscou du 14 juin 1954 n° 539, confirmé par un oukaze du présidium du conseil suprême de RSFSR du 18 juin 1954, le territoire du conseil de village aboli d'Ilyinski est transféré au conseil de village, et le 22 juin, le village de Gornevo du conseil de village de Charapovski.
En juin 1959, le district de Tchekhov, qui à l'époque comprenait déjà le conseil du village Kroutchinski, est aboli et le conseil du village lui-même est transféré au district de Podolsk de l'oblast de Moscou,.
Le 20 août 1960, le territoire du conseil de village liquidé de Vassiounino est transféré au conseil de village, tandis que le centre administratif du conseil de village de Kroutcha est transféré au village de Rogovo, et le conseil de village est renommé en Rogovski (de Rogovo),.
En 1963, le district de Podolsk est aboli et jusqu'au début de 1965, le conseil du village de Rogovo faisait partie de  la zone rurale élargie Léninski, après quoi il est transféré dans le district restauré de Tchekhov,, mais déjà en mai de la même année, il redevient une partie du raïon de Podolsk,.
Le 22 janvier 1987, le village de Gornevo est radié,.
Par décret n° 7/6 du 3 février 1994, la Douma régionale de Moscou approuve le règlement sur l'autonomie locale dans la région de Moscou, selon lequel les « conseils de village » en tant qu'unités administratives et territoriales sont transformés en « districts ruraux ».
La formation municipale de la « localité rurale de Rogovo » dans les limites existantes est érigée en 2005 dans le cadre de la réforme du gouvernement local en Russie (2003-2009) et sur la base de la loi de la région de Moscou du 28 février 2005 n° 65/2005 « Sur le statut et les limites du district municipal de Podolsk et des municipalités nouvellement formées en son sein ». Il comprenait 21 localités de peupelement dans le district rural de Rogovo aboli plus tard.
La charte de cette zone de peuplement rural est adoptée le 13 avril 2006У.
Le 18 août 2011, il est annoncé que cette zone rurale devait être incluse à Moscou dans le cadre de l'expansion du territoire de Moscou (2011-2012).
Le 1er juillet 2012, la localité de peuplement rurale de Rogovo est devenue une partie du district administratif de Troïtsk(intégré à Moscou), tandis que le mot rural est exclu de son nom.

## Administration locale
Structure :
- Conseil des députés du district de Rogovo ;
- Chef du district ;
- Administration.

Le conseil des députés consiste en dix membres élus aux élections municipales au suffrage universel, égal et direct au scrutin secret pour un mandat de 5 ans.

## Lieux à voir

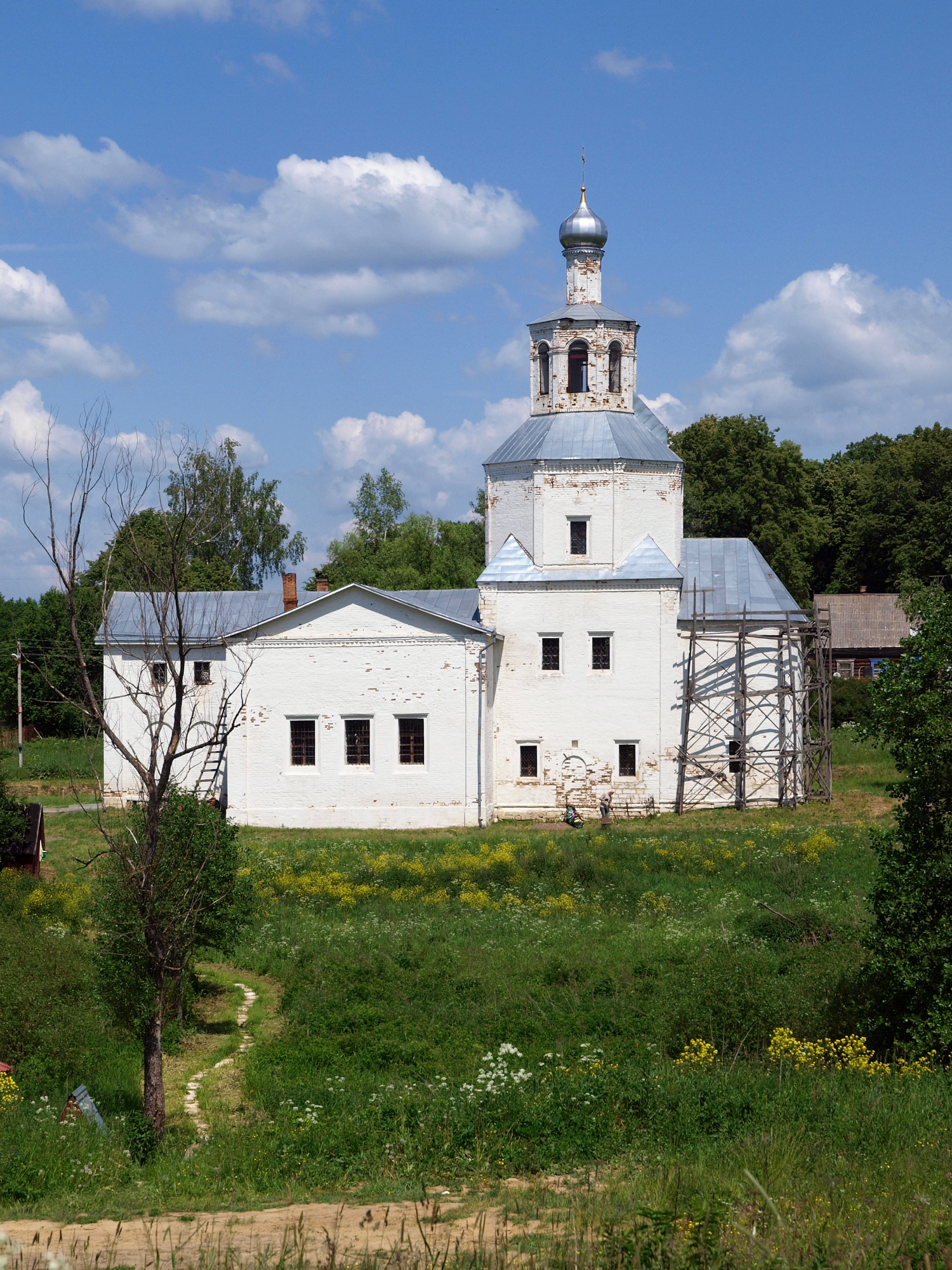
Église de la Trinité de Vassiounino.

Monuments architecturaux et espaces verts du patrimoine protégé:
- Parc du manoir «Bountchikha»
- Parc du manoir «Vassiounino»
- Église de la Trinité (1735)
- Manoir «Kamenka»

## Parcs et espaces verts

### Parc thématique pour l'enfance «L'Arbre magique»
Le parc pour enfants « L'Arbre magique » couvre une superficie de 0,4 hectare. Il est aménagé dans le village de Rogovo en 2016, près des immeubles n° 1 et n° 2 de la rue Chkolnaïa. L'idée du nom d'Arbre magique n'est pas accidentelle. L'idée du parc est liée au support sur le chemin central, qui est un tronc magique et les chemins: les branches. Il y a trois aires de jeux pour enfants et un belvédère pour enfants dans le style de l'architecture russe. Et dans les profondeurs du parc, l'on trouve un Phénix en fer forgé.

### «Parc des contes»
Le parc est aménagé en 2021 dans le village de Rogovo, au 7-20 rue Chkolnaïa ( rue de l'École). Il y a des zones de sport et de promenade, des lieux de repos tranquilles avec des belvédères. Il y avait une friche ici autrefois. Aujourd'hui, des allées, des bancs de repos, une figure du Serpent Gorynytch de 6 mètres de haut, des panneaux décoratifs de Baba Yaga, l'Oiseau de feu, Emelia et d'autres personnages de contes de fées ont été posés. Il y a une patinoire de hockey avec tribunes, un parc extrême, des terrains de sport et des terrains de jeux.